# 緒形幹太
緒形 幹太（おがた かんた、1966年11月21日 - ）は、日本の俳優、声優・ナレーター、書家「幹山」（かんざん）。

## 来歴
神奈川県横浜市鶴見区出身。日本大学高等学校卒業。株式会社緒形事務所代表取締役を務め、自身のマネジメントを行っている。父は俳優の緒形拳、母は女優の高倉典江、弟は俳優の緒形直人、義妹は女優の仙道敦子、甥は俳優の緒形敦、モデル・俳優の緒形龍。
1989年にTBSドラマ『淋しい女は太る』でデビュー。2015年に書家「幹山」（かんざん）としてもデビュー。

## 出演

### テレビドラマ
- 淋しい女は太る（1989年、TBS） - デビュー作品
- 野望の国（1989年、NTV） - 谷周平 役
- 縁談（1989年、NTV）
- 泥棒に手を出すな!（1990年、TX） - 道田行雄 役
- デパート!夏物語（1991年、TBS） - 小野明 役
- もう一つの旅路（1991年、ANB） - 小泉隆之 役
- 女事件記者立花圭子（1992年、ANB） - 仙元邦夫 役
- フジヤマのトビ魚（1992年、TBS）
- 俺たちルーキーコップ 第12話「大殊勲」（1992年、TBS）
- パパと呼ばせて!（1992年、TX）
- デパート!秋物語（1992年、TBS） - 小野明 役
- ツインズ教師（1993年、ANB） - 鈴木誠 役
- 火曜サスペンス劇場「監察医・室生亜季子 14 震える海」（1993年、NTV）
- いつか花嫁（1993年、NHK）
- 赤い迷宮（1993年、TBS）
- イエローカードスペシャル（1994年、TBS）
- 7日間の身代金（1994年、ANB）
- 土曜ワイド劇場「消えた身代金」（1994年9月、テレビ朝日）
- 庄内美田殺人事件（1994年、NTV）
- 松本清張特別企画・証明（1994年、TBS） - 刑事 役
- 北アルプス穂高連峰殺人ルート（1995年、TBS）
- 外科医柊又三郎（1995年、ANB） - 赤星健太郎 役
- 夢暦長崎奉行（1996年、NHK） - 遠山景善 役
- 救急指定病院5（1996年、NTV）
- 竜馬におまかせ!　第5話（1996年、NTV） - 千葉道三郎 役
- 女検事・霞夕子8 二粒の火（1996年7月9日、NTV） - 高倉靖夫 役
- はみだし刑事情熱系（1996年、ANB） - 佐野隆弘
- 鶴亀ワルツ（1998年、NHK-BS）
- 土曜ワイド劇場「超完全犯罪の女医」（1998年11月7日、ANB） - 高見沢直人 役
- 外科医・夏目三四郎（1998年、ANB）
- リストラ刑事（1999年、TBS）
- 髪結い伊三次 第6話「敵討ち」（1999年、CX）
- 舞妓さんは名探偵! 第4話「京名菓殺人事件」（1999年、ANB） - 沢田春彦 役
- 法医学教室の事件ファイル11（1999年、ANB）
- 水戸黄門 第27部 第3話「夫婦で織った紙の布 -白石-」（1999年、TBS）
- 消えた殺人者（1999年、NTV） - 川井刑事 役
- はみだし刑事情熱系（2000年、ANB）
- 大河ドラマ 葵 徳川三代（2000年、NHK） - 稲葉正勝 役
- 弁護士・朝日岳之助15 北上川殺人暮色（2000年、NTV）
- 砂に埋めた時間（2000年、NTV）
- いばらの償い（2000年、TBS）
- 海に埋めた時間（2000年、NTV）
- オヤジ探偵 第6話「銃弾の復讐! 狙われた女刑事」（2001年、ANB） - 黒江智之 役
- 浅見光彦シリーズ12 三州吉良殺人事件（2001年7月6日、CX）
- 救命救急センター3（2001年、NTV）
- 赤い靴（2001年、NTV）
- 茂七の事件簿 新ふしぎ草紙　第7話（2002年、NHK） - 彦助 役
- 弁護士 朝吹里矢子2（2002年、TBS） - 新堂辰之
- 広域捜査官楠錬三郎・北へ南へ（2002年、ANB）
- 間寛平少年物語（2003年、KTV）
- 広域捜査官楠錬三郎（2003年、ANB）
- おばはん刑事!流石姫子8（2003年、ANB）
- 小早川警視正シリーズ2（2003年） - 尾乃木洋司
- 弁護士高見沢響子6（2003年、TBS）
- 山村美紗サスペンス 不倫調査員・片山由美4（2003年、TX） - 楢崎まさる
- 八丁堀の七人（2003年、ANB）
- ぽっかや（温泉医）事件カルテ3（2003年、ANB）
- 月曜ミステリー劇場 「早乙女千春の添乗報告書」 第13作「神戸・淡路湯けむりツアー殺人事件」（2003年1月6日、TBS） - 基健治 役
- 京都殺人案内27（2004年、EX）
- ドクター小石の事件カルテ 血痕（2004年10月22日、CX）
- ひまわりさん（2004年、TBS）
- 幼稚園ゲーム3（2004年、CBC） - 吉井勝 役
- 殺人スタント（2004年、EX）
- 銭形平次（2004年、EX）
- 銭形平次（2005年、EX）
- ひまわりさん2（2005年、TBS）
- 事件記者・三上雄太2（2005年、NTV）
- 浅見光彦シリーズ 鯨の哭く海（2006年、CX）
- 忠臣蔵 瑤泉院の陰謀（2007年、TX） - 瀬尾孫左衛門 役
- 日曜劇場 Tomorrow〜陽はまたのぼる〜 第6話（2008年、TBS） - 牧田 役
- 事件13（2008年、EX）
- 風のガーデン（2008年、CX） - 赤星医師
- スペシャルドラマ　白洲次郎（2009年3月、NHK） - 小林秀雄 役
- かりゆし先生ちばる!（2009年、TX） - 堀田敏夫 役
- 土曜ワイド劇場 西村京太郎トラベルミステリー 密室列車・特急かもしか、途中下車連続殺人!（2009年9月26日、EX）
- 経済ドキュメンタリードラマ ルビコンの決断（2009年11月19日、TX）
- 坂の上の雲（2010年〜、NHK） - 金子堅太郎 役
- 悪党〜重犯罪捜査班 第3話（2011年2月4日、ABC） - 池ノ上義男 役
- 渡る世間は鬼ばかり 第37話（2011年7月14日、TBS）
- 居酒屋もへじ（2011年9月25日、TBS） - 幸介 役
- 陽だまりの樹（2012年、NHK BSプレミアム） - 緒方洪庵 役
- 警視庁捜査一課9係 第7シリーズ 第2話（2012年7月11日、EX） - 小泉伸幸 役
- ヤメ刑探偵 加賀美塔子2（2012年11月26日、TBS） - 和田純一 役
- 松本清張 わるいやつら（2014年3月16日、BS日テレ） - 弁護士 役
- 愛おしくて（2016年、NHK） - 伊藤俊吾 役
- 広域警察9（2017年） - 倉田淳史

### 映画
- 極道の妻たち 最後の闘い（1990年） - 高木真一 役
- 渋滞（1991年） - 稲葉翔太 役
- 撃てばかげろう（1991年） - 磯村健治 役
- 地獄の警備員（1992年） - 野々村敬 役
- 悪役パパ（1993年） - 笹井 役
- 渇きの街（1996年） - 梅原刑事 役
- アドレナリンドライブ（1999年） - 警官 役
- 蟬しぐれ（2005年） - 犬飼兵馬 役
- I am 日本人（2006年）
- 約束の地（2008年）
- 人間失格（2010年） - 井伏鱒二 役
- RAILWAYS 49歳で電車の運転士になった男の物語（2010年） - 薮内正行 役
- 桜田門外ノ変（2010年、東映）
- HOME 愛しの座敷わらし（2012年、東映）
- 高津川（2019年11月29日先行公開、2022年2月11日全国公開、ギグリーボックス） - 城市秀夫 役

### 舞台
- 信濃の一茶（2001年）
- 乱れて熱き吾身には（2002年）

### ゲーム
- ALIVE（1998年） - ゼン 役

### 吹き替え
- アウトキャスト（2017年）